# Kurt Lambeck
Kurt Lambeck (né le 20 septembre 1941 à Utrecht, Pays-Bas) est un professeur de géophysique à l'Université nationale australienne de Canberra, Australie. Il a également enseigné à l'Université de Paris et aux observatoires Smithsonian et Harvard.
Ses intérêts de recherche actuels portent sur les interactions entre les calottes glaciaires, les océans et la Terre solide, ainsi que les changements du niveau des océans et leur impact sur les populations humaines.

## Honneurs et récompenses
Lambeck est président de l'Académie australienne des sciences de 2006 à 2010. Il est membre de la Royal Society of London et de la Royal Society of New South Wales, ainsi que récipiendaire de nombreux prix internationaux prestigieux. Il est membre de l'Académie française des sciences, de la National Academy of Science des États-Unis, de l'Académie américaine des arts et des sciences, de l'Academia Europaea et de l'Académie norvégienne des sciences et des lettres. Lambeck est membre étranger de l'Académie royale néerlandaise des arts et des sciences depuis 1993.
En 2012, il reçoit le prix Balzan pour ses travaux sur les sciences de la Terre solide, en mettant l'accent sur la recherche interdisciplinaire. En 2013, la Geological Society of London lui décerne la médaille Wollaston récompensant les réalisations et les services de toute une vie. En 2015, il reçoit la médaille et la conférence Matthew Flinders de l'Académie des sciences australienne et en 2018 reçoit le Prix du Premier ministre australien pour la science. En 2021, il est nommé Compagnon de l'Ordre d'Australie.